# Marta Kumik

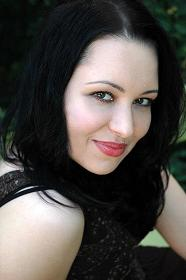
Marta Kumik

Marta Kumik (ur. 18 kwietnia 1982 w Słupsku) – polska aktorka teatralna, telewizyjna i filmowa, lektorka.
W 2001 ukończyła II Liceum Ogólnokształcące im. Adama Mickiewicza w Słupsku. W 2004 została absolwentką Szkoły Aktorskiej Haliny i Jana Machulskich w Warszawie, ukończyła też Szkołę Wizażu i Charakteryzacji. Jest również absolwentką Państwowej Szkoły Muzycznej I stopnia im.I.J. Paderewskiego w Słupsku. W 2008 uzyskała tytuł licencjata w Warszawskiej Wyższej Szkole Humanistycznej na kierunku Dziennikarstwo i komunikacja społeczna, a w 2010 ukończyła studia magisterskie na kierunku Kulturoznawstwo. Największą popularność przyniosła jej rola Jagody w Plebanii.

## Filmografia
- 2005: Egzamin z życia (gościnnie)
- 2005: Na dobre i na złe jako Grażyna, opiekunka Hani Zybert (gościnnie)
- 2005–2009: Plebania jako Jagoda, pracowniczka urzędu gminy
- 2007: I kto tu rządzi? jako Buba (gościnnie)
- 2010: Ojciec Mateusz jako sekretarka w sądzie
- 2009: M jak miłość jako pielęgniarka
- 2002–2010: Samo życie jako ekspedientka w sklepie, w którym Sandra „Pani Pudel” kupowała seksowną bieliznę
- 2010: Barwy szczęścia jako klientka Sabiny
- 2010: Trzy minuty. 21:37 jako Barbara
- 2011: Na dobre i na złe jako Hanna, doktorantka Konrada

## Spektakle w Nowym Teatrze w Słupsku
- 2004: Stanisław Ignacy Witkiewicz – Szalona Lokomotywa – Smutna dziewczynka (reż. Jan Peszek, Michał Zadara).
- 2004: Gabriela Zapolska – Moralność Pani Dulskiej – Hesia Dulska (reż. Bogusław Semotiuk).